# باگرات مورادیان
باگرات گئورگی مورادیان (ارمنی: Բագրատ Գևորգի Մուրադյան؛  ۳ ژوئیهٔ ۱۸۸۷ – ۱۰ مارس ۱۹۵۹) یک بازیگر و سخنران اهل ارمنستان بود. وی بین سال‌های - تا - میلادی فعالیت می‌کرد.

## زندگی‌نامه
وی در ۳ ژوئیهٔ ۱۸۸۷ در تفلیس به دنیا آمد . وی در فرهنگستان دولتی تئاتر سوندوکیان (۱۹۲۴-۱۹۴۸)، تئاتر مخاطبان نوجوان (۱۹۴۰-۱۹۴۵)، انستیتو تئاتر ایروان فعالیت می‌کرد. وی همچنین برندهٔ جوایزی همچون هنرمند شایسته ارمنستان شوروی (۱۹۳۱) شده است. وی در ۱۰ مارس ۱۹۵۹ (۱۹۵۸) در سن ۷۱ سالگی در ایروان درگذشت.

## گزیده فیلمشناسی
از فیلم‌ها یا برنامه‌های تلویزیونی که وی در آن نقش داشته است می‌توان به شور و شورشور (۱۹۲۶) اشاره کرد.

## یادداشت
1. ↑  Yerevan State Youth Theatre
2. ↑  Yerevan Theatre Institute